# Julia Haacke
Julia Haacke (Monaco di Baviera, 2 settembre 1971) è un'attrice e doppiatrice tedesca.

## Biografia
Haacke si è formata come attrice a Vienna, Los Angeles e Monaco di Baviera, ha anche preso lezioni di canto da Mela Marchand.
Julia Haacke divenne nota al grande pubblico per la prima volta attraverso il game show di Kabel 1 The Hugo Show (basato sul troll omonimo), in cui interpretò la strega Hexana dal 1996 al 1997. Dopo l'interruzione della serie, le è stato concesso uno spin-off di breve durata intitolato Hexana.
È sorella della doppiatrice Antonia Haacke.

## Filmografia

### Cinema
- Nur über meine Leiche - regia di Rainer Matsutani (1995)

### Televisione
- Verbotene Liebe - serie TV (55 episodi) (1997,2011-2012)
- Lexx (Lexx – The Dark Zone) - serie TV (2000)
- Tempesta d'amore (Sturm der Liebe) - serie TV (2006)
- Factor 8: Pericolo ad alta quota (Faktor 8 – Der Tag ist gekommen) - film TV - regia di Rainer Matsutani (2009)

## Doppiaggio

### Film
- Eliza Dushku in Ragazze nel pallone
- Izabella Miko in Le ragazze del Coyote Ugly
- Ludivine Sagnier in Swimming Pool
- Jessica Cauffiel in Valentine - Appuntamento con la morte
- Jordana Brewster in D.E.B.S. - Spie in minigonna
- Piper Perabo in Carriers - Contagio letale
- Aleksa Palladino in Wrong Turn 2 - Senza via di uscita

### Film d'animazione
- Claire Redfield in Resident Evil: Degeneration

### Serie televisive
- Jennie Garth in Beverly Hills 90210 (1992-2001)
- Alyssa Milano in Melrose Place (1997-1999)
- Billy il Gatto in Blue's Clues (2003-2006)
- Camille Sullivan in Taken (2005)
- Karen Cliche in Adventure Inc. (2006)
- Emma Caulfield in C'era una volta (2012-2016)
- Fiona O'Shaughnessy in Utopia (2014)

### Serie televisive d'animazione
- Daphne Blake in Scooby-Doo
- Miyuki Wakamatsu in Miyuki
- Wendy in Peter Pan
- Sailor Mars in Sailor Moon
- Melissa Sone in Caccia al tesoro con Montana
- Elena di Troia in Hercules
- Shriek in CatDog
- Caillou in Caillou
- Bebe Stevens in South Park
- Hehe in Magica Doremì
- Kodachi Kuno in Ranma ½
- Shippo in Inuyasha
- Pirika in Shaman King
- Diana Lombard in Martin Mystère
- J in Pokémon

## Doppiatrici italiane
Nelle versioni in italiano delle opere in cui ha recitato, Julia Haacke è stata doppiata  da:
- Olivia Manescalchi in Tempesta d' amore